# Árainn
Árainn  [ˈɑːɾən̠ʲ] (listenⓘ) (irisch auch Árainn Mhór oder Inis Mór; deutsch: „große Insel“, anglisiert Inishmore) ist eine Insel vor der Westküste der Republik Irland. Sie gehört zu den Aran-Inseln und ist die größte und westlichste bewohnte Insel der Inselgruppe in der Galway-Bucht. Sie ist rund 14 km lang und 3 km breit und hat 845 Einwohner (Stand: 2011). Die Insel ist bekannt als Hort der irischen Sprache und Kultur sowie für ihren Reichtum an vor- und frühchristlichen Stätten. Die Aran-Inseln werden wie andere irischsprachige Gebiete Irlands als Gaeltacht bezeichnet.

## Geschichte
Die Insel ist Geburtsort des Dichters Máirtín Ó Direáin und des Schriftstellers Liam O’Flaherty. An ihrer Küste soll im Jahre 565 Sankt Brendan sein Curragh gebaut und  zu seiner Reise (Navigatio Sancti Brendani) über den Atlantik aufgebrochen sein.
2014 fand am Poll na bPéist, einem rechteckigen, natürlichen Wasserbecken an der Atlantikküste, das Red Bull Cliff Diving, ein Wettbewerb im Klippenspringen, statt.

## Tourismus und Verkehr
Árainn ist ein beliebtes touristisches Ziel. Die Insel kann auf Wanderwegen, mit Pferdekutschen, dem Fahrrad und Minibussen erkundet werden. In Cill Éinne (Killeany), südlich von Cill Rónáin, befindet sich der Flugplatz Inishmore, den  Aer Arann mehrmals täglich von Indreabhán mit Propellermaschinen vom Typ Britten-Norman BN-2 Islander anfliegt. Hauptort der Insel ist Cill Rónáin (Kilronan), wo sich auch der Fährhafen der Insel befindet. Cill Rónáin bietet Unterkunftsmöglichkeiten in Hotels und Hostels, einen kleinen Supermarkt sowie gastronomische Einrichtungen. Generell dominiert auf Árainn der Tagestourismus. Die Fährverbindungen von Galway, Ros an Mhíl in Connemara und Doolin (an den Cliffs of Moher) ermöglichen schnelle Verbindungen zwischen Árainn und den touristischen Zentren des Festlandes.

## Bauwerke und historische Stätten
Auf der Insel sind mehr als 30 vor- und frühgeschichtliche Fundplätze registriert.
- Ruine von Arkyn’s Castle, einer Burg aus dem 16. Jahrhundert
- Dún Dúchathair oder Doocaher (deutsch: das schwarze Fort), ein Promontory Fort mit einer so genannten Reitersperre
- St. Eany’s Well und Church mit den Resten des im 19. Jahrhundert eingestürzten Rundturmes von Turmartin
- Na Seacht dTeampaill (deutsch: die sieben Kirchen), Ruinen frühchristlicher Kirchen (St. Kieran’s Church, Kilchoran Church, Templebrecan, Templenaneeve – Church of the Saints, Temple Benen, Temple MacDuagh, Temple Soorney)
- Bienenkorbhütten, darunter der Clochán na Carraige, der einzig vollständig erhaltene auf den Aran-Inseln
- Dún Aonghasa, das berühmteste aller Duns oder Steinforts in Irland mit einem Alter von über 3000 Jahren
- Dún Eochla und Dún Eoghanachta sind weitere rundförmige Forts
- einige Dolmen (z. B. Oghil Wedge tomb) und Steinkreuze
- St.-Benan-Kirche, das kleinste Oratorium Irlands
- Leachtanna cuimhne, ein Scheingräbertyp, der hauptsächlich auf Inishmore anzutreffen ist

## Fotogalerie

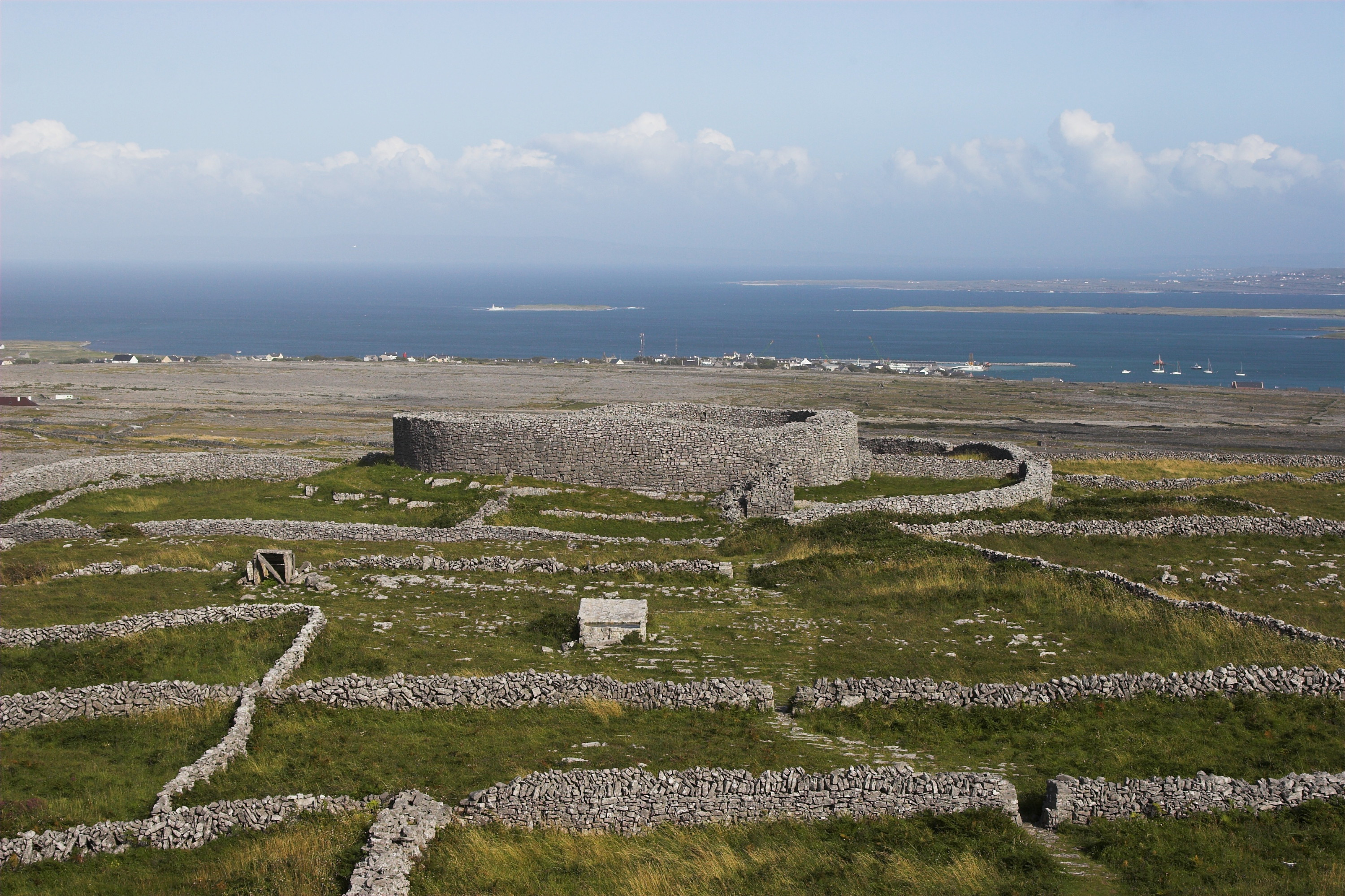
Dún Eochla
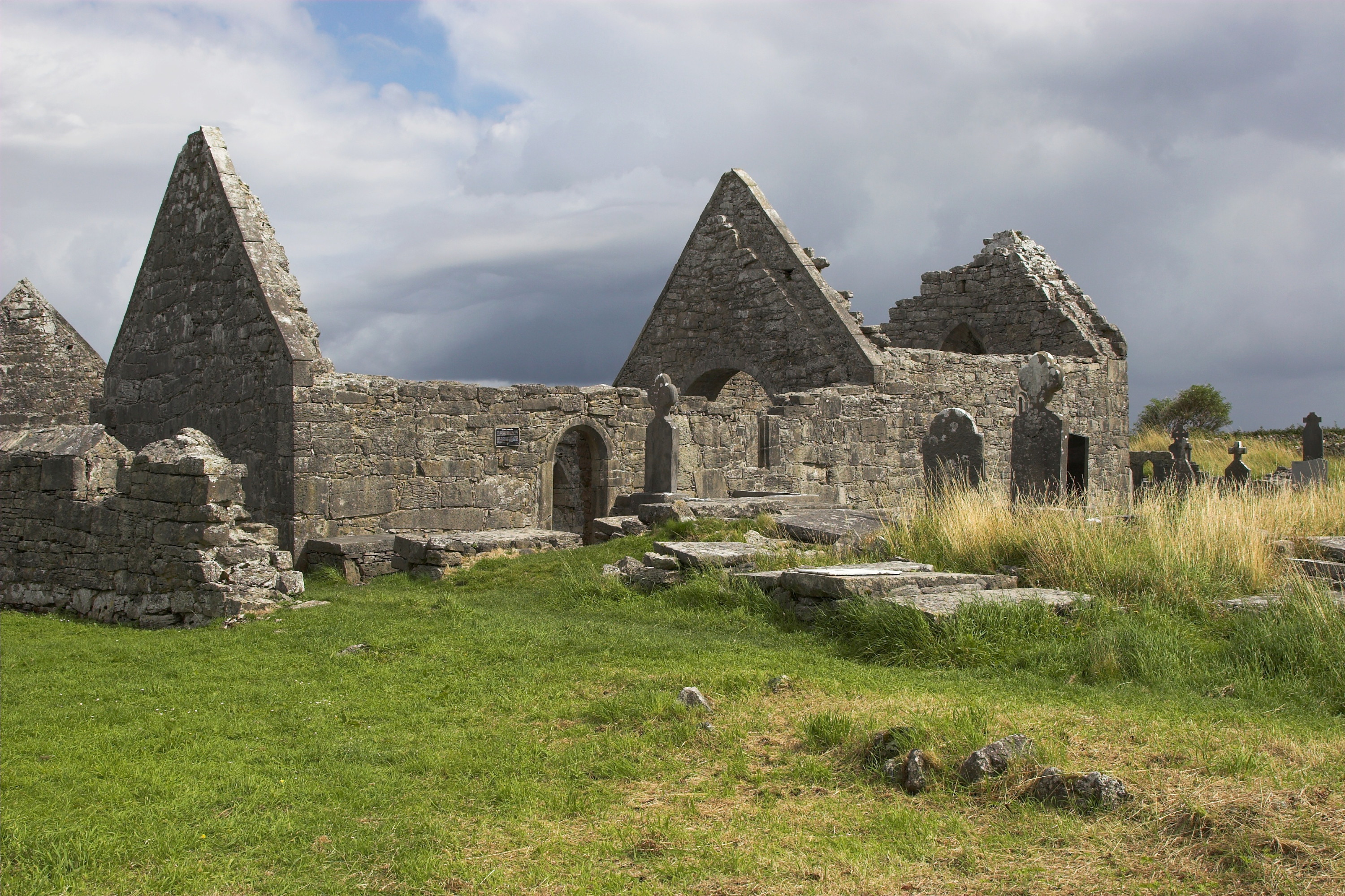
Na Seacht dTeampaill
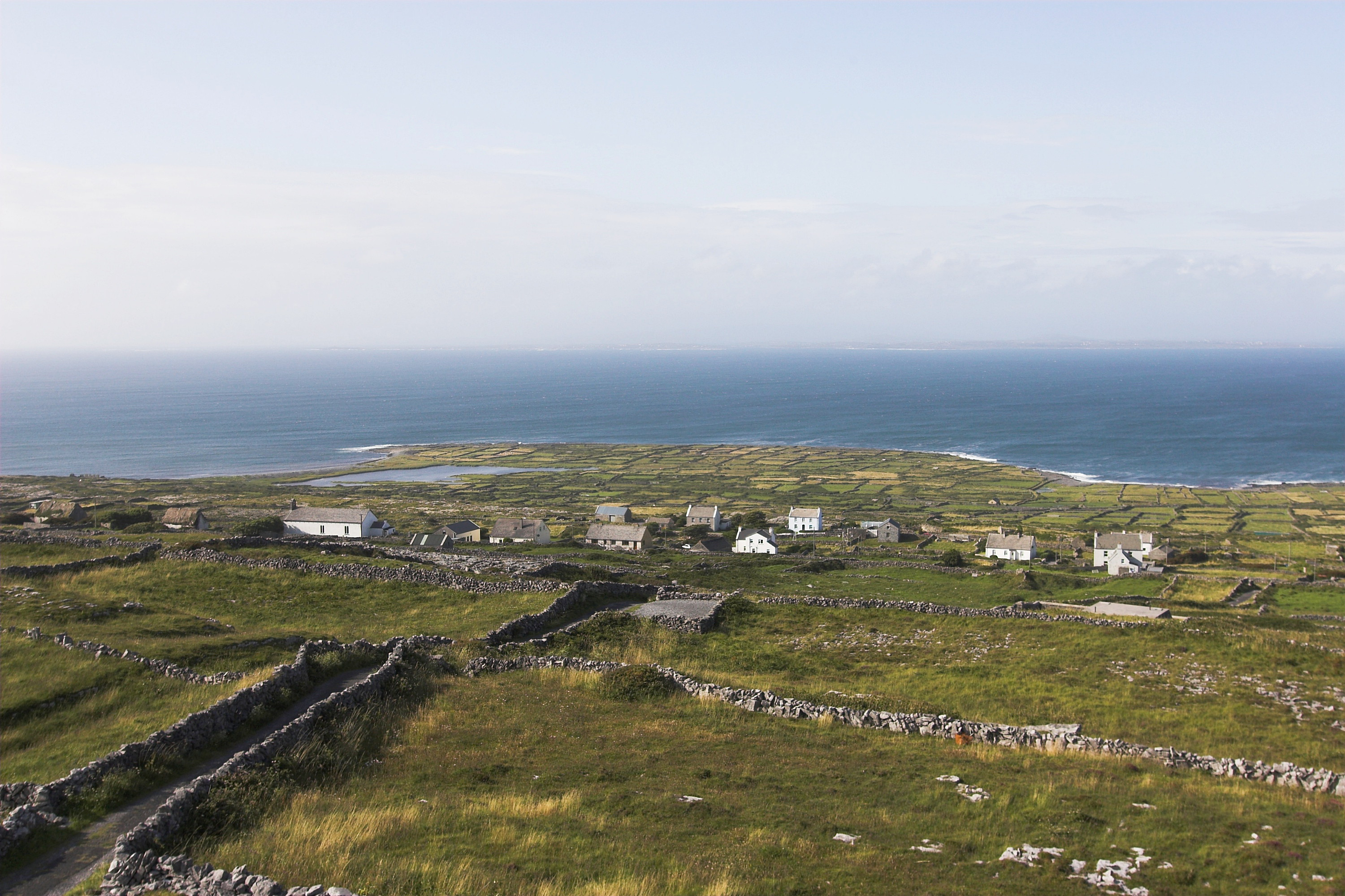
Oghill (Eochaill)
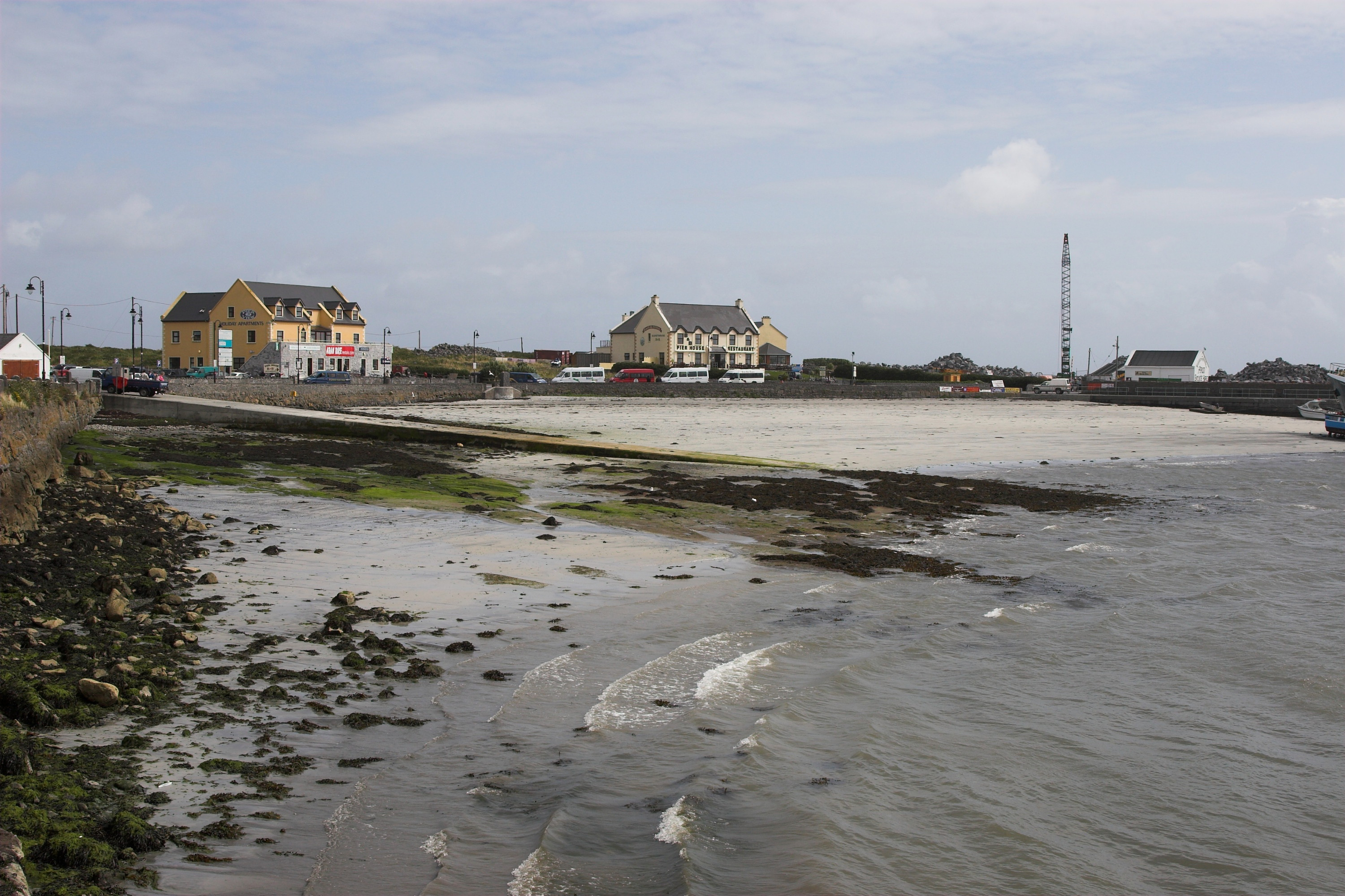
Strand in Kilronan
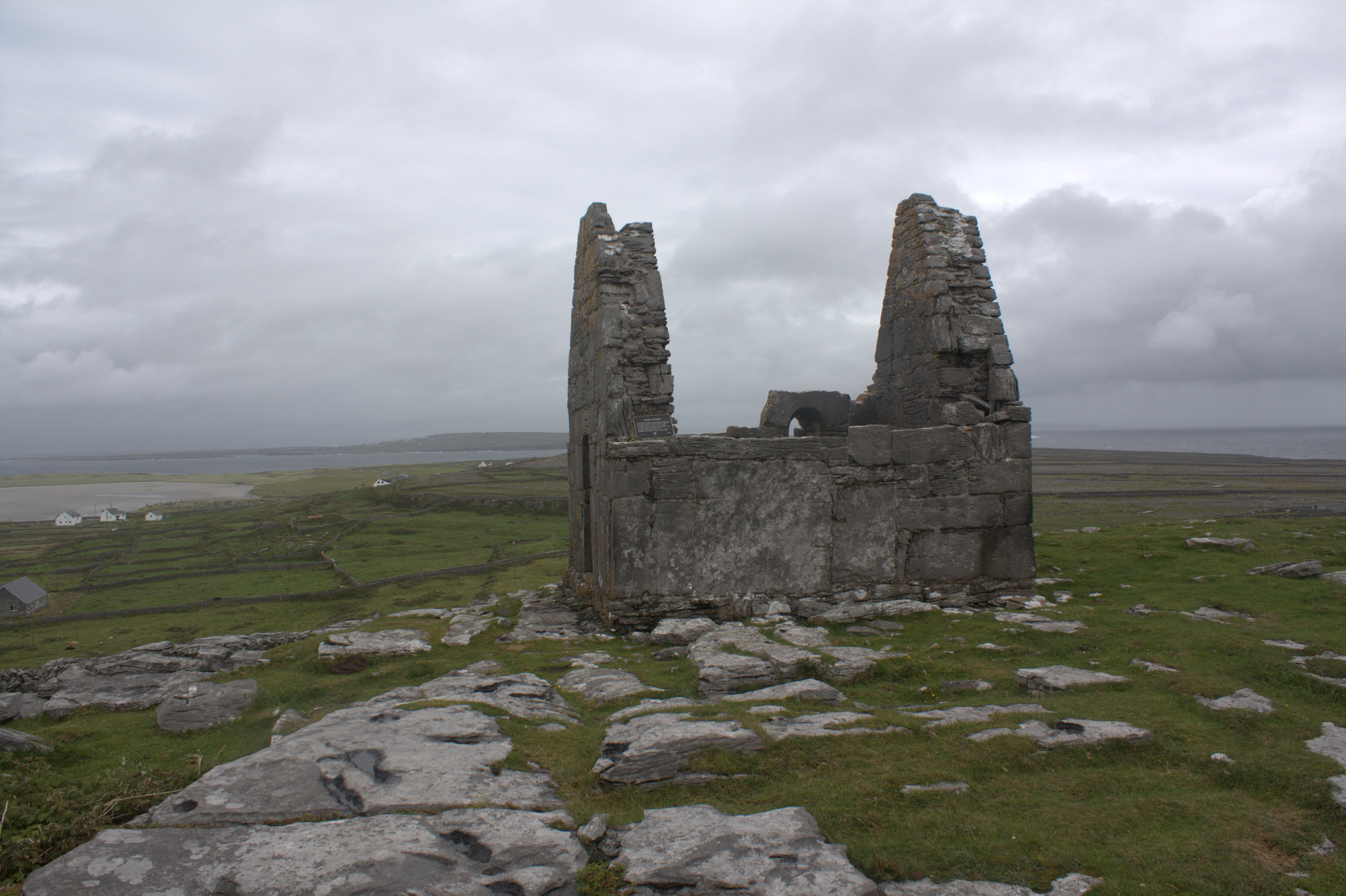
Temple Benen